# Обстеження стовбура свердловини

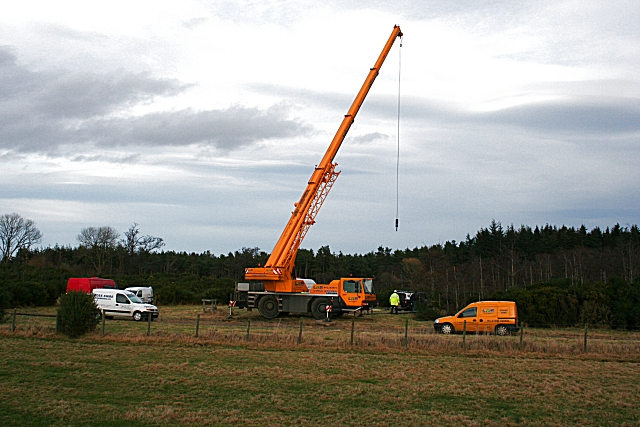
Перевірка свердловини.

Обстеження стовбура свердловини (рос. исследование ствола скважины; англ. drill-hole survey, drill-hole inspection; нім. Bohrlochuntersuchung f) — процес з'ясовування прохідності печатки вздовж стовбура свердловини з метою перевірки стану експлуатаційної колони і стовбура свердловини, встановлення наявності в ньому дефектів (зім'ять, тріщин), підземного й аварійного (обірваних труб тощо) обладнання, зайвих предметів, визначення глибини вибою і рівня рідини.

## Загальний опис
Перед ремонтом свердловин проводять обстеження гирлового обладнання та стовбура. Метою обстеження є визначення глибини вибою i рівня рідини, перевірка стану експлуатаційної колони, фільтрової зони i стовбура свердловини, встановлення наявності в ньому дефектів, аварійного підземного устаткування i зайвих предметів. Обстеження стовбура проводять після встановлення герметичності колонної головки. Його здійснюють за допомогою печаток, на яких одержують відтиск (слід) стінки експлуатаційної колони, фільтра, зім'ять, тріщин, кінців обірваних труб i т. п.
Печатка — це металевий корпус, який знизу i з боків покритий пластичною оболонкою (свинець, алюміній) товщиною 8 — 10 мм, а вздовж корпуса зроблено наскрізний отвір, через який прокачується рідина. Печатку опускають у свердловину на трубах. Застосовують плоску, конусну, універсальну або гідравлічну печатки.
Плоска печатка має діаметр оболонки на 10 — 12 мм менший внутрішнього діаметра експлуатаційної колони; встановлюється одноразово з осьовим навантаженням не більше 20 кН. Печатка дає відбиток верхнього кінця аварійного устаткування у свердловині, тобто вона застосовується для визначення глибини, на якій знаходиться аварійний предмет, і стану його верхнього кінця (рис.3).
Конусна печатка забезпечує одержання відбитків стінок свердловини, складних порушень, зім'ять і тріщин. Діаметр широкої частини повнорозмірної печатки на 6 — 7 мм менший внутрішнього діаметра колони, а наступні розміри печаток мають діаметри, що зменшуються кожний на 6 — 12 мм (рис. 4).
Універсальна печатка ПУ-2 відрізняється тим, що має змінний ґумовий стакан i алюмінієву оболонку, які надіваються на циліндричний корпус. Навантаження на печатку повинно складати 15 — 20 кН (рис. 5).
Гідравлічна печатка ПГ-146-1 (рис. 6) призначена для дослідження 146 мм експлуатаційних колон. Печатку спускають у свердловину на трубах; після спуску у труби нагнітають рідину.
Гідравлічна бічна печатка має ґумовий елемент довжиною 4 м, який притискується до колони при створенні в свердловині протягом 5 хв тиску до 1,2 МПа закачуванням рідини в труби. Потім тиск знижують до атмосферного і піднімають печатку. Гідравлічна печатка дає чіткіше уявлення про характер i конфігурацію пошкодження колони.
Якщо наявність дефектів в колоні (тріщин, негерметичності у різьбових з'єднаннях тощо) по яких надходить вода, визначити печаткою не вдається, то свердловину перекривають пробкою (пісок, глина) або пакером на 5  10 м вище фільтру і опресовують верхню частину колони на герметичність.
Якщо колона не герметична, то слід визначити місце і характер дефекту, усунути його і після цього проводити подальші роботи.
Обстеження колони перед початком ремонтно-ізоляційних, ловильних робіт і перед переходом на нижчерозміщені пласти є обов'язковим, оскільки невиявлені дефекти можуть призвести до значних ускладнень.
Визначення глибини вибою і рівня рідини у свердловині здійснюють за допомогою апарата Яковлева, а також агрегатів Азінмаш-8А, Азінмаш-8Б, Азінмаш -45 та ін.
Контроль технічного стану свердловин передбачає: а) визначення місцезнаходження муфт в обсадних трубах і НКТ;
б) прив'язування діаграм геофізичних досліджень свердловин до їх характерних елементів;
в) контроль за опусканням свердловинних приладів у свердловини;
г) виділення інтервалів перфорації;
д) вимірювання змін внутрішнього діаметра обсадних труб і НКТ;
е) виявлення пошкоджень типу розривів і тріщин з поздовжньою і поперечною орієнтацією;
є) виявлення інтервалів інтенсивності корозії труб і наскрізної корозії;
ж) виявлення заколонних перетоків.
Для здійснення цих робіт застосовують локатор муфт, диференціальний локатор магнітних аномалій, локатор втрати металу, індукційний дефектомір, апаратуру механо-акустичного каротажу.
Магнітні локатори застосовують для визначення місцезнаходження муфт (замків) обсадних труб, магнітних міток, розривів, потовщень, інтервалів перфорації тощо. Але найчастіше локатори муфт застосовують для точного визначення місця встановлення перфоратора, торпеди або іншого апарата.
Гамма-товщиномір, який входить до складу комплексного свердловинного приладу — дефектоміра-товщиноміра, дає змогу визначати середню товщину стінки обсадних труб з точністю до ± 0,25 мм, встановлювати місцезнаходження з'єднувальних муфт (замків), центрувальних ліхтарів, інтервалів перфорації і місць прориву колони. Під час переміщення гамма-товщиноміра в стовбурі свердловини записується кругова цементограма і товщинограма, а в разі зупинки його на заданій глибині — дефектограма, які характеризуються зміною інтенсивності розсіяного гамма-випромінювання по колу.
Для вивчення технічного стану обсадних колон застосовують також електромагнітний профільограф, калібромір, профілемір, мікрокаверномір і індуктивні дефектоміри. Дані про товщину і внутрішній діаметр обсадних колон, одержані цими приладами, використовують і для інтерпретації діаграм радіоактивного каротажу, гамма-каротажу, цементограм, результатів вимірювань дебітоміром тощо.
На тепер відсутні прості і надійні методи контролю за станом горизонтальної ділянки стовбура в працюючій горизонтальній свердловині. Для цього застосовують вибійні рушії малого діаметра і колони гнучких труб, які дають змогу проникнути в горизонтальну ділянку стовбура, наприклад для здійснення потокометричних досліджень або промивань піщаних корків.